# Pontificio Seminario Romano Maggiore

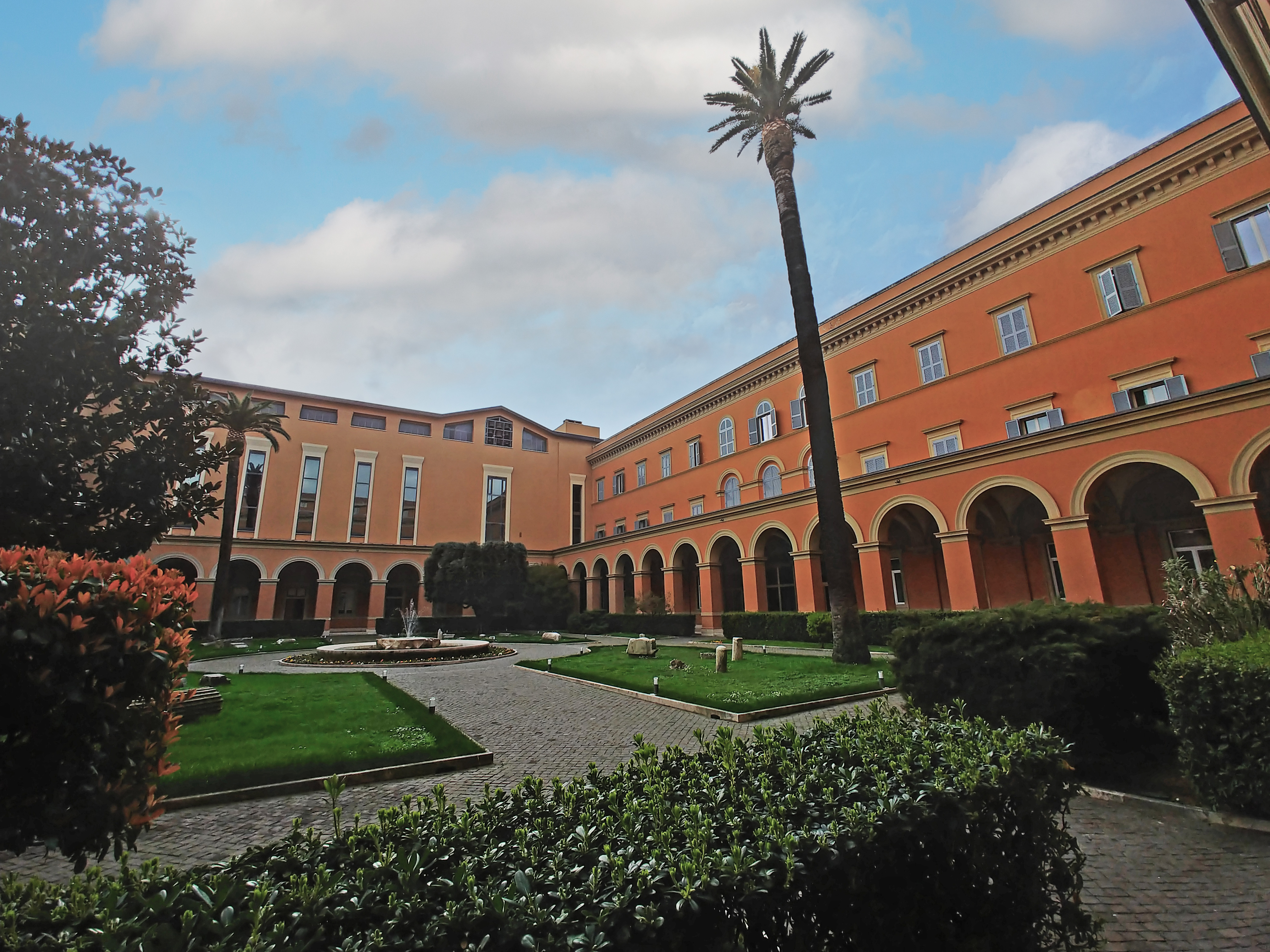
Cortile maggiore del seminario

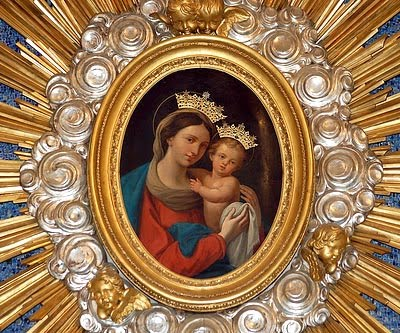
Immagine della Madonna della Fiducia

Il Pontificio Seminario Romano Maggiore è il seminario diocesano di Roma nel quale si formano quei giovani che si preparano al sacerdozio, appartenenti alla diocesi di Roma o provenienti da molte altre diocesi in Italia e nel mondo. Dal 4 luglio 2023 il rettore è il vescovo Michele Di Tolve.

## Storia
Il Pontificio Seminario Romano Maggiore nacque ufficialmente il 1º febbraio 1565 in attuazione del Concilio di Trento, che prevedeva (XXIII sessione) l'istituzione in ogni diocesi di un seminario per la formazione presbiteriale. Cinque cardinali, diventati successivamente quattordici (tra i quali spicca San Carlo Borromeo), si occuparono di fondare ex novo questa nova istitutio, affidata alla Compagnia di Gesù. Palazzo Pallavicini fu la prima sede del seminario romano. Nel 1607 fu trasferito nel Palazzo Gabrielli-Borromeo; successivamente si ebbero diversi traslochi. Il 4 novembre 1913 venne inaugurato l'edificio accanto alla Basilica di San Giovanni in Laterano.
Durante i primi due secoli di vita del Seminario, gli alunni frequentarono le lezioni del Collegio Romano (antica denominazione dell'attuale Pontificia Università Gregoriana), retto dai Gesuiti. Al Seminario Romano, nel 1853, fu affiancato il Seminario Pio, fondato da Pio IX per ospitare gratuitamente gli alunni delle 68 diocesi dello Stato Pontificio i quali terminati gli studi dovevano tornare in diocesi con la laurea in Filosofia, Teologia e in utroque iure. Dopo il 1913 fu unificato al Romano. Con il pontificato di papa Pio X, il Seminario subì una svolta strutturale per quanto concerne l'organizzazione degli studi e la disciplina. I corsi di carattere universitario erano stati organizzati nell'Ateneo del Pontificio Seminario Romano, così già denominato da Leone XII nel 1824, ma fu appunto Pio X a potenziare l'Ateneo con una grande sede presso la Basilica Cattedrale del Laterano e che fu poi elevato nel 1959 a università da Giovanni XXIII che lo denominò Pontificia Università Lateranense.
La rigorosa formazione ascetica, il senso della Chiesa non solo nella sua prospettiva teologica, ma anche organizzativa e amministrativa, la piena fedeltà al carisma di Pietro e l'attenzione al suo insegnamento, sono stati alcuni elementi concreti che hanno reso quasi un fatto naturale l'inserimento di molti sacerdoti al servizio della Curia Romana.
Tra i numerosi seminaristi entrati nella gerarchia ecclesiastica, vi è papa Giovanni XXIII, il quale visitò il suo seminario il 27 novembre 1958, poco dopo la propria elezione.
Nel 1917 venne fatto il voto alla Madonna della Fiducia, che aveva trovato posto nella nuova cappella del Seminario, perché i seminaristi partiti per la guerra potessero tornare salvi; nello stesso anno nacque il Sursum, un periodico che voleva mantenere il legame tra il Seminario Romano e i seminaristi al fronte.

## Rettori
- Presbitero Giambattista Peruschi (1565 - 1567)
- Presbitero Lucio Croci (1567 - 1570)
- Presbitero Ludovico Gagliardi (1570 - 1573)
- Presbitero Carlo Faraoni (1573 - 1574)
- Presbitero Claudio Acquaviva (1574 - 1576)
- Presbitero Francesco San Germano (1576 - 1578)
- Presbitero Francesco De Sanctis (1577 - 1578)
- Presbitero Fabio De Fabii (1578 - 1582)
- Presbitero Giampaolo Navarola (1582 - 1589)
- Presbitero Orazio Torsellini (1589 - 1591)
- Presbitero Giampaolo Navarola (1591 - 1596)
- Presbitero Bernardo De Angelis (1596 - 1600)
- Presbitero Giacomo Lambertengo (1600 - 1602)
- Presbitero Giandomenico Roccamora (1602 - 1622)
- Presbitero Giacomo Campioni (1622 - 1628)
- Presbitero Tarquinio Galluzzi (1630 - 1631)
- Presbitero Giuseppe Castelnuovo (1631 - 1635)
- Presbitero Fabio Ambrogio Spinola (1635 - 1636)
- Presbitero Alessandro Gottifredi (1636 - 1643)
- Presbitero Francesco Palazzi (1647)
- Presbitero Giampaolo Belli (1647)
- Presbitero Ottavio Massa (1648 - 1650)
- Presbitero Antonio Casilio (1650 - 1652)
- Presbitero Giulio Ciani (1652 - 1655)
- Presbitero Girolamo Savignoni (1655 - 1658)
- Presbitero Giovanni Antonio Caprini (1658 - 1665)
- Presbitero Ferdinando Zappaglia (1665 - 1668)
- Presbitero Iacopo Cellesi (1668 - 1672)
- Presbitero Luigi Doria (1672 - 1682)
- Presbitero Domenico Bernardini (1675 - 1682)
- Presbitero Gian Girolamo Gandolfi (1682 - 1686)
- Presbitero Domenico Bernardini (1690 - 1693)
- Presbitero Angelo Alamanni (1693 - 1695)
- Presbitero Nicolò Maria Pissinelli (1695 - 1696)
- Presbitero Agostino Maria Doria (1696 - 1699)
- Presbitero Giambattista Spinola (1699 - 1705)
- Presbitero Carlo Spinola (1705 - 1712)
- Presbitero Michele Imperiali (1712 - 1714)
- Presbitero Giambattista Doria (1714 - 1717)
- Presbitero Tommaso Silotti (1717 - 1720)
- Presbitero Carlo Spinola (1720 - 1724)
- Presbitero Giuseppe Augusti (1724 - 1731)
- Presbitero Francesco Turioni (1731 - 1736)
- Presbitero Camillo Castellini (1736 - 1739)
- Presbitero Gian Antonio Timoni (1739 - 1744)
- Presbitero Gian Carlo Pallavicini (1744 - 1744)
- Presbitero Filippo D'Aci (1749 - 1756)
- Presbitero Fabrizio Carafa (1756 - 1762)
- Presbitero Mariano Pongelli (1762 - 1765)
- Presbitero Aurelio Rezzonico (1765 - 1770)
- Presbitero Ludovico Maria Casali (1770 - 1773)
- Presbitero Francesco Vecchi (1774 - 1775)
- Presbitero Giovanbattista Tarozzi (1775 - 1790)
- Presbitero Andrea Lauri (1790 - 1804)
- Presbitero Lorenzo Lauri (1804 - 1818)
- Presbitero Gaspare Gasperini (1818 - 1824)
- Presbitero Pio Bighi (1824 - 1840)
- Presbitero Nicola Bedini (1840 - 1853)
- Presbitero Felice Profili (1853 - 1868)
- Presbitero Camillo Santori (1868 - 1878)
- Presbitero Raffaele Catini (1878 - 1888)
- Presbitero Felice Cavagnis (1888 - 1893)
- Presbitero Vincenzo Bugarini (1893 - 1910)
- Presbitero Domenico Spolverini (1910 - 1933)
- Presbitero Roberto Ronca (1933 - 1948)
- Presbitero Plinio Pascoli (1948 - 1966)
- Presbitero Antonio Eusebietti (1966 - 1969)
- Presbitero Eutizio Fanano (1969 - 1978)
- Presbitero Giuseppe Mani (1978 - 29 ottobre 1987 nominato vescovo ausiliare di Roma)
- Presbitero Luigi Conti (1988 - 28 giugno 1996 nominato vescovo di Macerata-Tolentino-Recanati-Cingoli-Treia)
- Presbitero Pietro Maria Fragnelli (1996 - 14 febbraio 2003 nominato vescovo di Castellaneta)
- Presbitero Giovanni Tani (1º marzo 2003 - 24 giugno 2011 nominato arcivescovo di Urbino-Urbania-Sant'Angelo in Vado)
- Presbitero Concetto Occhipinti (2011 - 2017)
- Presbitero Gabriele Faraghini, J.C. (1º settembre 2017[1] - 31 maggio 2023[2])
- Vescovo Michele Di Tolve, dal 4 luglio 2023